# Galeazzo Bello
Galeazzo Bello (Monbrun, 22 marzo 1941) è un ex calciatore italiano, di ruolo difensore.

## Carriera
Debuttò con la maglia della Juventus in un derby di Coppa Italia 1960-1961 contro il Torino, terminato 2-2; in seguito si trasferì al Cesena, giocando per una stagione in Serie C, e dal 1965 alla Reggina, con cui disputò cinque campionati consecutivi di Serie B, totalizzando 83 presenze. Nel 1970 lasciò il professionismo, disputando campionati dilettantistici con l'Ivrea.

## Palmarès

### Competizioni giovanili
- Torneo di Viareggio: 1

Juventus: 1961